# Charlotte Maxeke
Charlotte Makgomo Maxeke (7 de abril de 1871 — 16 de outubro de 1939) foi uma missionária, professora, ativista social e política sul-africana. Foi presidente e fundadora da primeira organização feminina da África do Sul, a Liga Feminina de Bantu, precursora da Liga Feminina do Congresso Nacional Africano e presidente do Conselho Nacional das Mulheres Africanas. É conhecida por ser a primeira mulher negra sul-africana a obter um diploma universitário. Na África do Sul é homenageada como a "Mãe da Liberdade Negra".

## Biografia

### Infância e Educação
Charlotte Makgomo (nascida Mannya) Maxeke nasceu em 7 de abril de 1871. Não há um consenso do local de seu nascimento. Alguns afirmam que ela nasceu em Fort Beaufort, na província do Cabo Oriental, outros dizem que foi em Ramokgopa, no distrito de Polokwane, na província de Limpopo.
Charlotte era filha de Anna Manci, uma professora pertencente ao grupo dos Xossas de Fort Beaufort, com John Kgope Mannya, um capataz de estradas e pregador leigo presbiteriano, filho da diretora Modidima Mannya do povo Batlokwa, sob o comando da chefe Mamafa Ramokgopa. Seu avô serviu como conselheiro-chave do Rei dos Basothos.
Logo após o nascimento de Charlotte, sua família mudou-se para Fort Beaufort, onde seu pai havia conseguido emprego em uma empresa de construção de rodovias. Detalhes sobre os irmãos de Mannya não são claros, no entanto, ela tinha uma irmã conhecida como Katie, que nasceu em Fort Beaufort. O ano de nascimento de Mannya não é certo, com possíveis datas variando de 1871, 1872 a 1874. O Ministro dos Assuntos Internos da África do Sul, Naledi Pandor, interessou-se especialmente neste detalhe da vida de Charlotte, no entanto, nenhum registro foi encontrado. A data em 1871 também é frequentemente aceita, pois não entra em conflito com a idade de sua irmã mais nova Katie, que nasceu em 1873. No início da década de 1880, Charlotte recebeu educação primária em Uitenhage, no Cabo Oriental, ministrada pelo reverendo Isaac Williams Wauchope, destacando-se em holandês, inglês, matemática e música. De Uitenhage, Charlotte mudou-se para Port Elizabeth para estudar na Edward Memorial School sob o comando do diretor Paul Xiniwe. Charlotte se destacou com notas altas e completou seu ensino médio em tempo recorde.

### Viagens ao exterior
Em 1885, após a descoberta de diamantes, Maxeke mudou-se para Kimberley com sua família em busca de emprego. Enquanto estava em Kimberley, ela se tornou professora e começou a ensinar fundamentos de línguas indígenas para expatriados e inglês básico para "garotos-chefes" africanos. Como frequentadora dedicada da igreja, Maxeke e sua irmã Katie matricularam-se no Coro do Jubileu Africano em 1891. Seu talento atraiu a atenção do Sr. K. V. Bam, um mestre de coro local que estava organizando um coro africano para se apresentar na Europa. O sucesso de Charlotte após sua primeira apresentação solo na Prefeitura de Kimberley imediatamente resultou em sua nomeação para os coristas com destino à Europa. O grupo deixou Kimberley no início de 1896 e cantou para numerosos públicos nas principais cidades da Europa. A excursão pela Inglaterra durou dois anos e durante esta turnê, em 1897, Maxeke se apresentou para a Rainha Vitória no Royal Albert Hall de Londres. Naquela época, Charlotte Manye descobriu as sufragistas e assistiu a discursos de Emmeline Pankhurst. Ela seguiu com o coro para os Estados Unidos. No entanto, o grupo foi abandonado por seus gestores ingleses devido a dificuldades financeiras, e então a situação de Maxeke atraiu a atenção dos bispos da Igreja Metodista Episcopal Africana (AME), um deles, em particular, o bispo Daniel A. Payne, um ex-missionário no Cabo, reconheceu o nome de Charlotte Manye no jornal e ofereceu a ela uma bolsa de estudos da Igreja para Wilberforce University em Ohio, e Charlotte aceitou a oferta. Na Universidade, foi aluna do sociólogo e ativista pan-africano W. E. B. Du Bois. Charlotte recebeu formação curricular focada em sua futura atividade como missionária na África do Sul. Enquanto universitária, Maxeke conseguiu arranjar oportunidades para que outros estudantes africanos pudessem estudar na Wilberfoce. Alguns dos alunos foram Charles Dube, James Tantsi, Henry Msikinya e Edward Tolityi Magaya. Foi também nessa Universidade que ela conheceu seu futuro esposo compatriota, Marshall Maxeke, com que Charlotte ficou grávida de um filho, mas perdeu antes do casamento, e não tiveram mais filhos depois. Em 1901, depois de se formar em Bachelor of Science pela Wilberforce University, Charlotte retornou com seu noivo à África do Sul, onde se casaram, em 1903. Charlotte Maxeke foi a primeira mulher negra sul-africana a obter um diploma universitário.

### Ativismo político e vida posterior
Charlotte tornou-se politicamente ativa durante seus trabalhos na Igreja Episcopal Metodista Africana, onde envolveu-se fortemente tanto com o ensino e a pregação do Evangelho quanto com a defesa pelo direito à educação para os sul-africanos. A igreja mais tarde a elegeu como presidente da Sociedade Missionária das Mulheres. Junto ao seu marido, foi co-fundadora de dois grupos, a AME Church Widow's Mite Society e a Foreign Missionary Society, que foram responsáveis por financiar e educar milhares de jovens africanos, muitos nos Estados Unidos e na Grã-Bretanha, e também por dar assistência a africanos pobres e doentes.
Após seu retorno para a África do Sul, Maxeke e seu esposo também se envolveram na política anticolonial. Ambos participaram do lançamento oficial do Congresso Nacional Nativo da África do Sul (CNA) em Bloemfontein, em 1912. Charlotte foi uma das poucas mulheres presentes nesse evento. Embora suas principais preocupações fossem questões sociais ligadas à igreja, Charlotte também escreveu em língua Xossa sobre a situação social e política vivenciada pelas mulheres. No jornal Umteteli wa Bantu, ela abordou a "questão da mulher" tratando especificamente esses assuntos. Uma das questões em jogo era o transporte obrigatório de passes por mulheres negras, instituído pela Lei do passe, que era visto como um símbolo de opressão. Então, em março de 1912, Maxeke enviou uma petição assinada por cerca 5 mil mulheres negras do Estado Livre, ao então primeiro-ministro Louis Botha pedindo a revogação da lei de passe, mas não houve resposta. Essas discussões resultaram em um protesto das mulheres contra a lei do passe no ano seguinte.

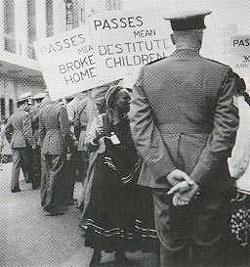
Mulheres negras em protesto contra as leis do passe em Bloemfontein, Estado Livre, em 1913.

Em 1913, lideradas por Charlotte, um grupo de 700 mulheres realizou uma marcha até o gabinete do primeiro-ministro de Bloemfontein, onde queimaram seus passes. Protestos também eclodiram em outras cidades e muitas manifestantes foram presas em Jagersfontein, Winburg e Bloemfontein. O escritor Sol Plaatjie comentou sobre sua força e coragem quando foi vê-las na prisão de Kroonstad. "Elas não se importam, mesmo que morram na cadeia" escreveu ele ao jornal Tsala ea Becoana, "elas juram que vão curar essa loucura; e que só vão parar seu protesto quando a lei impedir policiais de exigirem passes das esposas de outros homens?". Em 1914, o governo relaxou as leis de passe das mulheres e sua resistência terminou em 1914.
Devido à sua intensa atividade em manifestações contra o passe, Maxeke então fundou a primeira organização feminina da África do Sul, a Bantu Women's League (BWL) ("Liga Feminina de Bantu"), que mais tarde se tornou parte da Liga Feminina do Congresso Nacional Africano, em 1918. O BWL sob comando de Maxeke foi um movimento popular que apresentava muitas fragilidades organizacionais, pois era formado principalmente por mulheres rurais, pobres e não alfabetizadas, todas inexperientes em assuntos de política e organização ao estilo ocidental. Além disso, não havia apoio financeiro. Suas líderes tinham que encontrar espaço em seus empregos e profissões para a realização dos encontros, além de não haver funcionários em tempo integral e, frequentemente, precisarem financiar suas próprias atividades.
Em 1918, o governo ameaçou reintroduzir lei do passe para as mulheres no Estado Livre e noutras áreas. Após a formação da Liga, Charlotte Maxeke liderou uma delegação ao gabinete do primeiro-ministro, mais uma vez, protestando contra a questão dos passes, baixos salários e outras queixas. A BWL de Maxeke também exigiu melhores condições de trabalho para as trabalhadoras rurais, no entanto, estas foram largamente ignoradas pelas autoridades brancas. Charlotte também juntou-se a uma organização que tratava sobre o direito das mulheres ao voto chamada Women's Reform Club, em Pretória, e juntou-se ainda ao Conselho Conjunto de Europeus e Africanos. Maxeke participou de protestos relacionados aos baixos salários em Witwatersrand e posteriormente, em 1920, ingressou no Sindicato dos Trabalhadores Industriais e Comerciais.
As habilidades de liderança de Maxeke a levaram a ser chamada pela primeira vez pelo Ministério da Educação da África do Sul, não só como a primeira mulher mas como primeira pessoa africana, a depor perante várias comissões governamentais em Joanesburgo sobre questões relativas à educação africana. Ela continuou a se envolver em muitos grupos multirraciais que lutavam contra o Apartheid e pelos direitos das mulheres.
O marido de Maxeke, Dr. Marshall Maxeke, faleceu em 1928. No mesmo ano, Maxeke tornou-se a primeira proprietária negra de uma agência de empregos para africanos em Joanesburgo. Ela também aceitou ser Oficial de liberdade condicional para menores infratores e jovens infratores adultos, o que a favoreceu, em 1925, conhecer Hastings Kamuzu Banda, futuro presidente do Malawi. Ela permaneceu pouco ativa na política sul-africana até sua morte, mas continuou a atuar como líder do CNA durante a década de 1930, como também teve participação fundamental na fundação do Conselho Nacional de Mulheres Africanas (NCAW), em 1933, sendo a primeira presidente do Conselho, o qual se preocupou principalmente com questões sociais relacionadas à proteção e ao bem-estar dos sul-africanos. Makeke morreu em 1939 em Joanesburgo aos 68 anos.

## Legado
O nome de Maxeke foi dado ao antigo Hospital Geral de Joanesburgo, que hoje é conhecido por Charlotte Maxeke Johannesburg Academic Hospital. Também leva o seu nome o submarino da Marinha sul-africana SAS Charlotte Maxeke (S102). Maxeke é conhecida na África do Sul como a "Mãe da Liberdade Negra". Há uma creche do Congresso Nacional Africano que leva seu nome, na Tanzânia, em sua homenagem, bem como uma estátua em seu estante, no Garden of Remembrance, em Pretória, África do Sul. Em 2015 houve um evento dedicado ao Dia Internacional das Mulhers, na Praça Walter Sisulu, em Kliptown, onde o Departamento de Desenvolvimento de Infraestutrura de Gauteng anunciou converteria a casa de Maxeke em um museu e centro de interpretação.
Entre 2000 a 2008, em meio a uma grande contestação em torno do negócio de armas, a África do Sul havia encomendado três submarinos que os construtores alemães se referiam como submarinos da classe heroína. Como resultado, eles foram nomeados em homenagem a três poderosas mulheres sul-africanas: S101 (nomeado SAS Manthatisi, em homenagem à chefe guerreira da tribo Batlokwa), S102 (nomeado SAS Charlotte Maxeke, em homenagem a Charlotte) e S103 (nomeado SAS Modjaji, em homenagem à Rainha da Chuva sul-africana).
O CNA organiza anualmente uma Palestra Memorial Charlotte Maxeke. Em sua homenagem, a Beatrice Street em Durban foi alterada para Charlotte Maxeke Street, assim como em Bloemfontein, a Maitland Street foi renomeada para Charlotte Maxeke Street, por suas contribuições à África do Sul.